# Erannis naufocki
Erannis naufocki är en fjärilsart som beskrevs av Lunak 1942. Erannis naufocki ingår i släktet Erannis och familjen mätare. Inga underarter finns listade i Catalogue of Life.